# Брод-Топ-Сіті (Пенсільванія)
Брод-Топ-Сіті (англ. Broad Top City) — місто (англ. borough) в США, в окрузі Гантінгдон штату Пенсільванія. Населення — 367 осіб (2020).

## Географія
Брод-Топ-Сіті розташований за координатами 40°12′4″ пн. ш. 78°8′26″ зх. д. / 40.20111° пн. ш. 78.14056° зх. д. (40.201180, -78.140563).  За даними Бюро перепису населення США в 2010 році місто мало площу 1,75 км², уся площа — суходіл.

## Демографія
Згідно з переписом 2010 року, у селищі мешкали 452 особи в 173 домогосподарствах у складі 129 родин. Густота населення становила 258 осіб/км².  Було 184 помешкання (105/км²).
Расовий склад населення:
| - 98,5 % — білих |

До двох чи більше рас належало 1,5 %. Частка іспаномовних становила 0,4 % від усіх жителів.
За віковим діапазоном населення розподілялося таким чином: 21,2 % — особи молодші 18 років, 62,2 % — особи у віці 18—64 років, 16,6 % — особи у віці 65 років та старші. Медіана віку мешканця становила 41,6 року. На 100 осіб жіночої статі у селищі припадало 105,5 чоловіків;  на 100 жінок у віці від 18 років та старших — 97,8 чоловіків також старших 18 років.
Середній дохід на одне домашнє господарство  становив 64 365 доларів США (медіана — 55 313), а середній дохід на одну сім'ю — 72 593 долари (медіана — 58 750). За межею бідності перебувало 13,4 % осіб, у тому числі 11,5 % дітей у віці до 18 років та 15,7 % осіб у віці 65 років та старших.
Цивільне працевлаштоване населення становило 212 осіб. Основні галузі зайнятості: виробництво — 23,1 %, освіта, охорона здоров'я та соціальна допомога — 18,4 %, будівництво — 14,2 %.